# Frank Moser (tennis)
Pour le réalisateur américain, voir Frank Moser.
Pour les articles homonymes, voir Moser.
Frank Moser, né le 23 septembre 1976 à Baden-Baden, est un joueur de tennis allemand, professionnel de 2001 à 2016.

## Palmarès

### Titre en double (1)
| No | Date       | Nom et lieu du tournoi | Catégorie | Surface    | Partenaire     | Finalistes                       | Score             |          |
| -- | ---------- | ---------------------- | --------- | ---------- | -------------- | -------------------------------- | ----------------- | -------- |
| 1  | 11/02/2013 | SAP Open San José      | ATP 250   | Dur (int.) | Xavier Malisse | Lleyton Hewitt Marinko Matosevic | 6-0, 65-7, [10-4] | Parcours |

### Finales en double (3)
| No | Date       | Nom et lieu du tournoi               | Catégorie | Surface    | Vainqueurs                   | Partenaire         | Score            |          |
| -- | ---------- | ------------------------------------ | --------- | ---------- | ---------------------------- | ------------------ | ---------------- | -------- |
| 1  | 27/07/2009 | LA Tennis Open Los Angeles           | ATP 250   | Dur (ext.) | Bob Bryan Mike Bryan         | Benjamin Becker    | 6-4, 7-62        | Parcours |
| 2  | 18/07/2011 | Atlanta Tennis Championships Atlanta | ATP 250   | Dur (ext.) | Alex Bogomolov Matthew Ebden | Matthias Bachinger | 3-6, 7-5, [10-8] | Parcours |
| 3  | 13/02/2012 | SAP Open San José                    | ATP 250   | Dur (int.) | Mark Knowles Xavier Malisse  | Kevin Anderson     | 6-4, 1-6, [10-5] | Parcours |

## Parcours dans les tournois duGrand Chelem

### En simple
N'a jamais participé à un tableau final.

### En double
| Année | Open d'Australie            | Open d'Australie      | Internationaux de France     | Internationaux de France     | Wimbledon                   | Wimbledon              | US Open                     | US Open                  |
| ----- | --------------------------- | --------------------- | ---------------------------- | ---------------------------- | --------------------------- | ---------------------- | --------------------------- | ------------------------ |
| 2009  | —                           | —                     | 1er tour (1/32) Lu Y-h.      | R. De Voest A. Fisher        | 2e tour (1/16) C. Guccione  | Ł. Kubot O. Marach     | 1er tour (1/32) F. Serra    | F. Čermák M. Mertiňák    |
| 2010  | —                           | —                     | —                            | —                            | —                           | —                      | —                           | —                        |
| 2011  | —                           | —                     | —                            | —                            | 2e tour (1/16) M. Bachinger | J. I. Chela E. Schwank | 2e tour (1/16) I. Karlović  | S. Bolelli F. Fognini    |
| 2012  | 1er tour (1/32) I. Karlović | C. Ball T. C. Huey    | 1er tour (1/32) M. Bachinger | S. González C. Kas           | 2e tour (1/16) I. Karlović  | J. Marray F. Nielsen   | 1er tour (1/32) I. Karlović | T. Bellucci J. Souza     |
| 2013  | 1er tour (1/32) Be. Becker  | P. Lorenzi P. Starace | 1er tour (1/32) D. Brands    | M. Gicquel É. Roger-Vasselin | 2e tour (1/16) M. Matosevic | Ł. Kubot M. Matkowski  | —                           | —                        |
| 2015  | —                           | —                     | 2e tour (1/16) F. Mayer      | J. Chardy Ł. Kubot           | —                           | —                      | 1er tour (1/32) F. Mayer    | Leander Paes F. Verdasco |

N.B. : le nom du ou de la partenaire se trouve sous le résultat ; le nom des ultimes adversaires se trouve à droite.

### En double mixte
| Année | Open d'Australie | Open d'Australie | Internationaux de France | Internationaux de France | Wimbledon                   | Wimbledon               | US Open | US Open |
| ----- | ---------------- | ---------------- | ------------------------ | ------------------------ | --------------------------- | ----------------------- | ------- | ------- |
| 2012  | -                | -                | -                        | -                        | 1er tour (1/32) V. Uhlířová | A. Kerber P. Petzschner | -       | -       |

N.B. : le nom de la partenaire se trouve sous le résultat ; le nom des ultimes adversaires se trouve à droite.